# Reino Ichma
La cultura Ichma (también escrito Ychsma o Ychma; ver sección onomástica) o cultura Pachacámac fue un señorío preincaico, que luego fue absorbido por el Imperio Inca y reorganizado como provincia de ese Estado. El reino Ichma estaba ubicado al sur de la actual Lima Metropolitana, en el valle del río Lurín; luego se extendió hacia el norte en el valle del río Rímac. La cultura ichma se formó alrededor del 1100 d. C. luego de la desintegración del Imperio Wari. La autonomía Ichma duró hasta alrededor de 1469 cuando fueron absorbidos por el Imperio Inca.
A pesar de ocupar un desierto, los habitantes de Ichma tenían un alto nivel de vida, gracias a su experiencia en idear múltiples canales de riego hasta donde alcanzaban las aguas del río, para dar vida a un extenso huerto y bosques.

## Onomástica
El sitio arqueológico principal y la zona de influencia ichma han mantenido desde tiempos virreinales el nombre Pachacámac, de origen quechua. Sobre la etimología del término, véase Pachacámac#Etimología. De acuerdo con la versión de Hernando de Santillán, sin embargo, el topónimo Pachacámac para este lugar habría sido impuesto tras la conquista inca, y el nombre previo sería Ichma.
Para referir a este reino prehispánico, junto a la forma moderna <Ichma>, las más usadas contemporáneamente entre arqueólogos rescatan formas ortográficas coloniales: <Ychsma> e <Ychma>. La variación en la documentación colonial es bastante mayor, sin embargo, pues a las ya mencionadas, se le suman <Irma>, <Yzma>, <Ychsmac>, <Ychima> e <Ychmay>. El término aparece como sustantivo común ya en el primer diccionario quechua de fray Domingo de Santo Tomás (1560) escrito como <yxma> (es decir, [iʃma]) y glosado como "el color con que se aseytan [los indios]". Por su parte, en el Arte y vocabulario anónimo de 1586 aparece como <ychma> (es decir, [itʃma]) y glosado como "bermellón". Aparece igualmente como <ychma> en el primer diccionario del quechua cuzqueño de 1608, glosado como "Vn color de fruto de arbol que nace en capullo". Con ello, no hay duda de que el término era usual en la lengua general quechua. Tanto Alfredo Torero como Rodolfo Cerrón-Palomino le asigna el cinabrio como significado básico.

[...] señalemos que no estamos aquí ante un nombre que tuviera el significado genérico de 'color' sino más bien ante un sustantivo concreto cuyo referente, cualquiera que fuera, tenía cierto color especial, y, por extensión, podía usarse como modificador, incluso de otro nombre o adjetivo, para expresar determinadas tonalidades [...]. Pues bien, ¿cuál sería dicho producto y qué color tendría? Quienes nos dan la noticia exacta de ello son, entre otros, el Inca  Garcilaso ([1609] 1943, lib. VIII, cap. xxv, p. 214) y el agustino [Antonio de la] Calancha. Nos refiere el segundo que los indios, entre las muchas ofrendas más preciadas entre sus divinidades, tenían "al açogue i al bermellón del açogue, que llaman Ichma, o Limpi [sic, en realidad llimpi], i es muy preciado para diversas supersticiones" ([1638] 1974, pt. II, cap. 11, p. 842). Nos enteramos de este modo que el color era el bermellón o rojo, propio del azogue o, según refiere el jesuita cacereño [Diego González Holguín], de cierto "fruto de árbol", que en este caso parece aludir al achiote. Dicho color habría sido el emblema de la divinidad huari, que después se llamaría Pachacámac, y, como sugiere María Rostworowski, estaría reflejándose en el color bermellón que aún luce el viejo templo del Sol (cf. Rostworowski, [1972] 1977, p. 200).
Rodolfo Cerrón-Palomino

Entre las formas escritas reportadas, la forma más conservadora del término es, sin duda, <ychma>. Así, las formas escritas con la letra equis <x>, con el dígrafo <sh>, o con la letra zeta <z> reflejan un proceso de lenición o debilitamiento de la africada postalveolar sorda /tʃ/ > [ʃ ~ s]. Este fenómeno, que años más tarde triunfaría también en el quechua cuzqueño, se ha reportado como una característica del quechua documentado por Santo Tomás, que algunos investigadores atribuyen a un supuesto quechua costeño. La forma <Ychima> (es decir, [itʃima]) puede adjudicarse a un proceso de epéntesis de /i/, mientras que las formas terminadas en <c> o <y> pueden adjudicarse a la presencia de los sufijos toponímicos quechumaras -q e -y, respectivamente. Por su parte, la forma <Irma>, con una vibrante, anotada únicamente por Hernando de Santillán, constituye la evidencia fundamental para que el filólogo Rodolfo Cerrón Palomino reconstruya el étimo más bien con una consonante africada retrofleja sorda /ʈʂ/ (es decir, */iʈʂma/, en la ortografía contemporánea del quechua central: <ićhma> o <itrma>). Finalmente, la anotación con trígrafos <sch> o <chs> corresponde a Rodrigo Cantos de Andrada, y puede interpretarse ambivalentemente o bien reflejando el mencionado proceso de lenición (es decir, el sonido fricativo palatal [ʃ]) o bien anotando la mencionada africada retrofleja [ʈʂ].
A pesar de ser reportado por González Holguín para el quechua cuzqueño y de ser usado por el Inca Garcilaso, el lingüista huachano Alfredo Torero consideraba que el término era más característico de la rama quechua IIB (como serían el quichua ecuatoriano y el quechua chinchano), que la IIC (correspondiente al quechua sureño, que usaría llimpi para el cinabrio). En un sentido similar, el arqueólogo polaco Krysztof Makowski considera que el término sería de origen aimaraico, ingresado al quechua como préstamo. De ese modo, Makowski intenta explicar la existencia de dos topónimos para el mismo lugar: uno sería quechua y el otro aimaraico. Esta última hipótesis no ha sido respaldada por los especialistas.

## Ubicación geográfica
El Señorío Ychma abarcó los valles medio y bajo de los ríos Lurín y Rímac, en la costa central de la actual provincia de Lima, en parte del territorio donde antaño floreció la cultura lima. Efectivamente, las fuentes etnohistóricas hablan de una etnia ichma que dominó dichos valles hasta la época incaica; sin embargo, los datos arqueológicos disponibles muestran diversos estilos en la cerámica y variadas expresiones en la arquitectura, por lo que debemos asumir que el término ichma agrupó en realidad a varios curacazgos que tenían características distintas.
Hay quienes sostienen que por el sur, los ichmas llegaron hasta el valle de Mala. Sin embargo, aún no han sido definidos los límites del estado ichma.

## Organización política
Los ishma controlaba los valles costeros de los ríos Rímac y Lurín en la actual Lima, desde la desembocadura del mar de los ríos hasta el valle medio o "Chaupi Yunga" (altitud media de Yunga, entre 500 y 1200 metros de altura). El territorio Isma llegaba hasta el santuario de Mama ubicado en Rímac (actual Ricardo Palma), y los sitios de Chontay y Sisicaya en Lurín a 1000 metros sobre el nivel del mar.
Los Ishma se dividieron en dos divisiones administrativas de la mitad o saya, estas eran Anan (superior) Ichma saya y Lurín (inferior) Ichma saya. En la costa, a diferencia del altiplano andino, la fracción más importante a menudo era la de Lurín, porque estaba vinculada al mar.
Cada saya se dividió a su vez en subdivisiones unu o waranqa, que a su vez también se dividieron en las mitades Anan y Lurín, Los dominios de Ishma de Lati, Surco (Sulco), Guatca, Rímac (Lima) y Maranga (Malanca) se ubicaron en el valle del Rímac, mientras que los dominios de Pachacámac (Ishma), Manchay, Quilcay (Quilcayuna) y Caringa se ubicaron en el valle de Lurin.

### Capital
La ciudad de Pachacámac, anteriormente conocida como Ishma antes de la conquista Inca, fue la capital del reino de Ishma y sede de sus gobernantes. Se han descubierto muchas ruinas de Ishma a lo largo de la costa de Lima, sin embargo, aparte de Pachacámac y algunos otros sitios, no hay consenso sobre si la gran mayoría de los sitios podrían corresponder a cada dominio, ni se conoce su distribución física. Se ha propuesto que el sitio arqueológico de Pampa de Flores podría ser la cabecera del dominio de Manchay y la residencia del ayllu de Manchay (una subdivisión de la waranka).

#### Principales centros

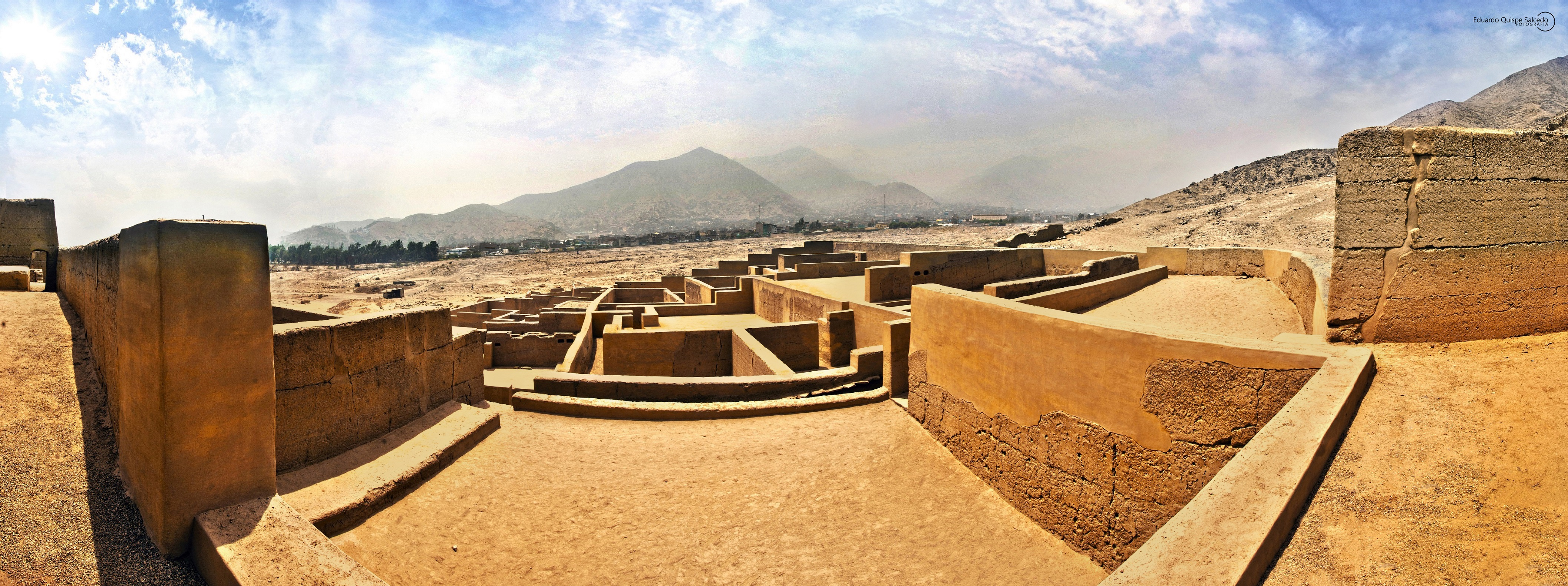
Huaycán de Pariachi

- En el valle de Lurín: Pachacámac, principal centro ceremonial. Otros poblados: Maracuyá, Huaycán de Cieneguilla, Pampa de Flores, Jacinto Grande, Mal Paso, Molle, Manchay Alto, Chontay y Avillay.
- En el valle del Rímac: Armatambo; Maranga (en el sector llamado la ciudadela de tapia, donde destacan las huacas de Tres Palos, Cruz Blanca, San Miguel, La Cruz, La Palma); Mateo Salado; Mangomarca; Fortaleza de Campoy; Huaca Huantille; Huaca San Borja, Huaca Huantinamarca, Huaca Casa Rosada, Huaycán de Pariachi,[21] entre otros.

## Organización social
Al igual que otros señoríos de la costa central peruana, la masa de la población estaría dividida de acuerdo a su especialización: pescadores, agricultores, comerciantes, artesanos. En la cúspide de la pirámide social estaban, obviamente, los señores o nobles que conformaban la clase dirigente

## Organización económica
Las principales actividades económicas eran la agricultura, la pesca y el comercio de los productos excedentes. Aprovecharon y mejoraron la excelente red de canales o acequias heredada de la cultura lima, con la que ganaron extensas áreas para el cultivo. El valle de Lima era muy fértil y daba las subsistencias a una crecida población. Los grandes recintos ceremoniales, además de su función religiosa, servían como grandes almacenes de productos alimenticios y como centros de fabricación de productos suntuarios.

## Contexto histórico
Hacia el 900 d. C., con la desintegración del Imperio Wari, se crearon varios pequeños reinos y confederaciones. Con el tiempo, dos culturas llegaron a dominar la región, la cultura chancay al norte de Lima y la cultura ishma al sur. En los valles de Lurín y el Rímac, en el actual departamento de Lima, surge el llamado Señorío ichma o Ichimay. Los grandes poblados de la época anterior, situados en zonas alejadas de la costa (como Cajamarquilla), fueron abandonados para dar preeminencia a nuevos asentamientos más vinculados al litoral, como Pachacámac y Armatambo. También Maranga, la otrora capital de la cultura lima, volvió a tener importancia, elevándose un complejo de pirámides al sur del antiguo asentamiento.
Se cree que el pueblo Ishma era un pueblo de habla aymara que llegó a habitar las zonas costeras cercanas a Lima tras el colapso del imperio Wari. La población del señorío Ichma debió ser grande; sólo en el valle bajo del Rímac debieron vivir más de 150 000 personas, pues según las crónicas, los incas organizaron la región en tres hunos; cada huno abarcaba a diez mil familias, según la meticulosa organización decimal
El pueblo Ishma habitó Pachacámac y continuó el crecimiento y la influencia de la ciudad. El pueblo de Ishma construyó al menos 16 pirámides en Pachacámac y construyó o remodeló más estructuras en el área de Lima. Entre estos se encuentran la Huaca Huantille en el distrito de Magdalena del Mar, la Huaca Mateo Salado en el distrito de Pueblo Libre, la Huaca San Borja en el distrito de San Borja, la Huaca La Merced en el distrito de Surquillo y la Huaca San Miguel, en la antigua ciudad de Maranga en el distrito de San Miguel. Además, los sitios arqueológicos en Puruchuco y Cajamarquilla han sido adscritos al pueblo Ichma.
Al norte del señorío ichma se extendía el señorío de Collique, que dominaba el valle del Chillón y la zona de Carabayllo, y llegaba hasta Quivi (Quives actual). Es posible que se haya forjado una alianza entre ambos señoríos para contener las constantes invasiones de etnias de la sierra, como la de los yauyos y chacllas. Lo cierto es que hacia 1470 d. C. se produjo la irrupción de los incas, supuestamente bajo al mando del príncipe Túpac Yupanqui (el Sapa Inca era entonces Pachacútec), quien anexó toda esa región a la órbita del Tahuantinsuyo. Sin embargo, las autoridades locales se mantuvieron, previo juramento de obediencia al Inca del Cuzco, y el santuario de Pachacámac mantuvo su prestigio e importancia, siendo ampliado por los mismos incas, aunque estos impusieron su propio estilo arquitectónico, elevando un templo del Sol y un Acllahuasi.
Como menciona Luisa Diaz Arriola: "Las narraciones etnohistóricas efectuadas por los hispanos a partir de 1533 d. C., cuando llegaron a Pachacamac, son enriquecedoras pero tienen un sesgo. Son narrativas e interpretaciones que anotaron aquello que deseaban contar los informantes, pero también lo que los hispanos del siglo XVI consideraban importante registrar sobre esos antiguos habitantes de Lima. Las crónicas hispanas registraron creencias religiosas, la importancia de la deidad Pachacámac y su parentela, las relaciones intervalle, la existencia de curacazgos, los ecosistemas costeños que aprovecharon, el sistema de canales, entre otros aspectos. Pero esa información es insuficiente para conocer todas las dimensiones de una sociedad pasada precolonial. La arqueología tiene el contacto directo con las materialidades dejadas por los ychsma".

## Arte

### Cerámica

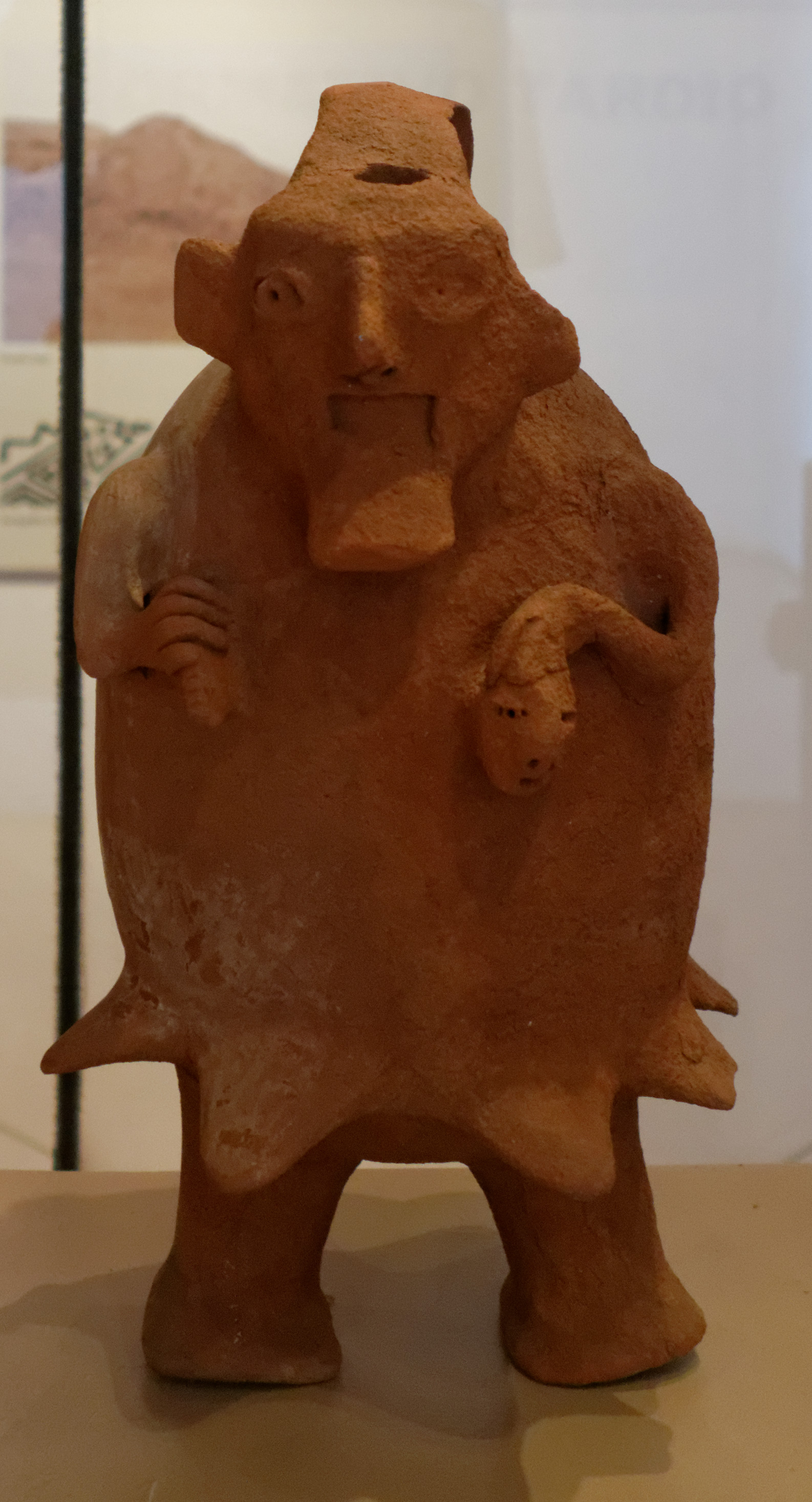
Botella antropomorfa Ichma con cabeza trofeo.

Las construcciones ichmas se hallan asociados con cerámica con iconografía propia, que ha sido poco estudiado por los investigadores.

«La cerámica ichma típica es de pasta gruesa y de color rojo claro, decorada algunas veces con combinaciones negro-blanco y blanco-rojo, con un ornamento escultórico llamado "cara gollete", es decir, un rostro estilizado decorando el cuello o gollete de la vasija. Se incluyen motivos con figuras antropomorfas, ornitomorfas, ictiomorfas y zoomorfas».
Denise Pozzi-Escot

La cerámica Ichma es de tipo ceremonial y doméstico. Esta es sencilla en forma de cántaros u ollas pequeñas para cocinar, platos y jarras. En algunos casos presenta decoración simple por medio de franjas pintadas de color blanco, crema o guinda sobre la superficie de los ceramios. Entre las vasijas ceremoniales destacan cántaros antropomorfos con representación de dignatarios ornamentados con orejeras y tembetá así como figurinas de aves, camélidos y mujeres desnudas.

### Arquitectura

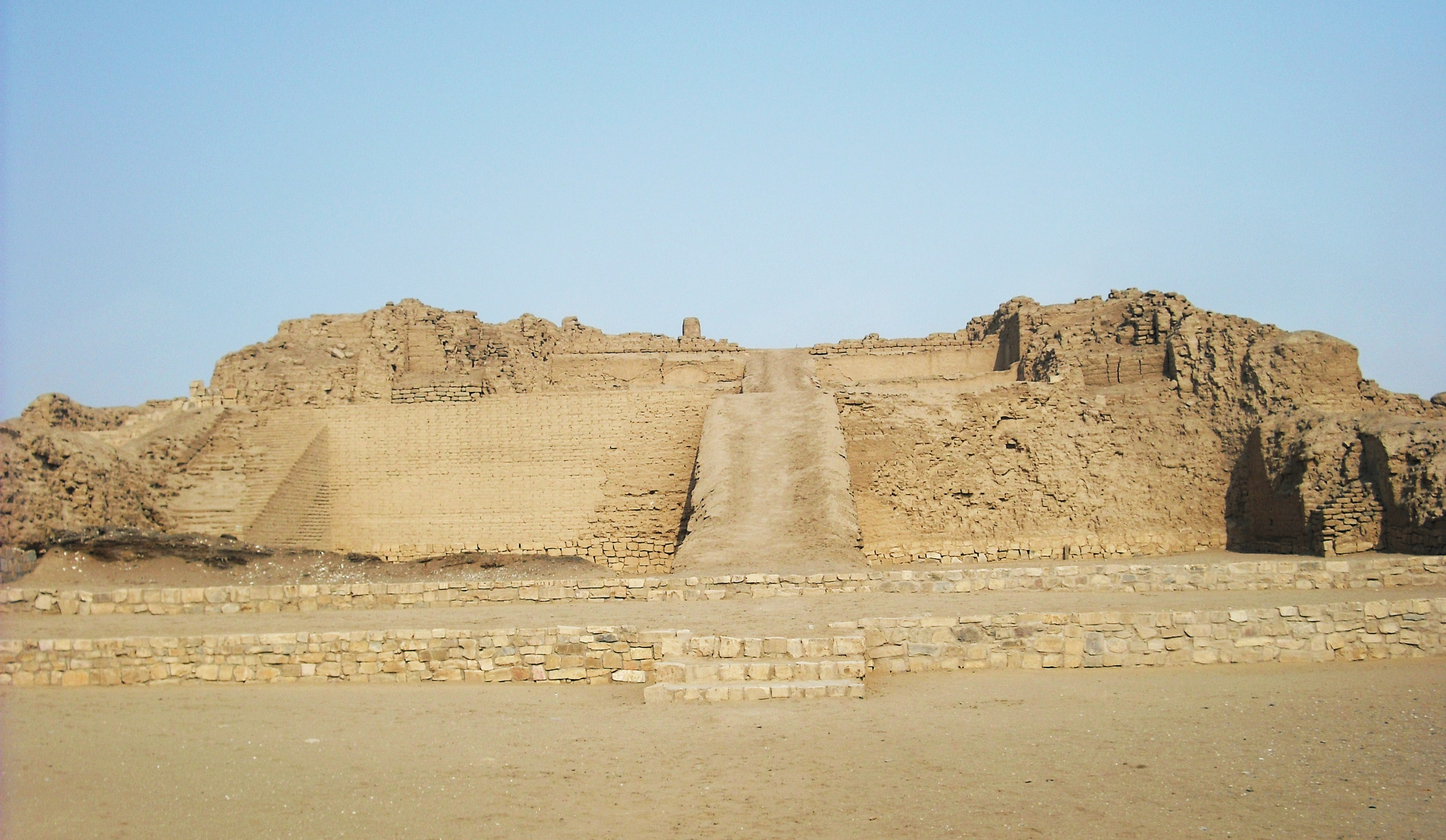
Pirámide con rampa de Pachacámac, típico de la cultura ichma.

Importantes expresiones arquitectónicas de los ichmas son sus pirámides truncas construidas con adobes, aunque algunas están sostenidas por una base de piedra. En todas ellas se distingue un común patrón religioso. Estos monumentos tienen básicamente dos características:
- El uso masivo del tapial, es decir de grandes adobes o adobones de barro apisonado, dejándose de lado la anterior técnica de los pequeños adobes o adobitos típicos de la cultura lima.
- La presencia de grandes rampas de acceso.

En el sitio de Pachacámac se han identificado 15 templos con rampas. En Maranga, situado en el valle de Lima, destacan las pirámides o huacas de La Palma y Tres Palos. La pirámide con rampa de Huaquerones parece también seguir el mismo patrón.
Dichas construcciones no solo cumplían funciones ceremoniales o religiosas, sino que también servían como almacén de productos alimenticios (maíz, ají, etc.)  y como alojamiento de los artesanos que producían piezas de cerámica y tallas de madera, actividades realizadas en los sectores adyacentes a las pirámides. Tras la conquista inca las pirámides truncas con rampa cayeron en desuso y se impuso el estilo constructivo de los conquistadores.